# روي بيتشر
روي بيتشر (بالإنجليزية: Roy Beecher)‏ هو لاعب كرة قاعدة أمريكي، ولد في 10 مايو 1884 في سوانتون في الولايات المتحدة، وتوفي في 11 أكتوبر 1952 في توليدو في الولايات المتحدة.

## وصلات خارجية
- روي بيتشر على موقعبيزبول رفرنس.كوم (الدوري الرئيسي) (الإنجليزية)
- روي بيتشر على موقعبيزبول رفرنس.كوم (الدوري الثانوي) (الإنجليزية)